# Métodos para rezar el rosario

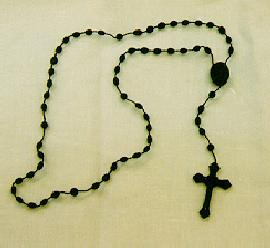
Rosario católico. Este accesorio se emplea para llevar la cuenta de las oraciones rezadas durante un rosario

Cinco métodos de rezo del rosario se presentan dentro de las obras de san Luis de Montfort, un francés, sacerdote católico y escritor de principios del siglo XVIII. Montfort fue uno de los primeros defensores de la Mariología, y gran parte de su obra está dedicada a los temas de la Bendita Virgen María y el  rosario. Aunque el rosario contiene un conjunto fijo de oraciones recitadas con cuentas, Montfort propuso una serie de métodos para rezar el rosario con más profunda devoción. Dos de los métodos se describen en su libro  El secreto del rosario, en la quincuagésima rosa (capítulo):

Para facilitar el ejercicio del santo Rosario, he aquí varios métodos para recitarlo santamente, con la meditación de los misterios gozosos, dolorosos y gloriosos de Jesús y de María. Detente en el que sea más de tu agrado: puedes formarte otro método particular, como lo han hecho varias personas santas.

En el libro Dios solo, basado en los escritos recopilados de Montfort, se enumeran tres métodos más (es decir, cinco en total).

## El método general
El primer método de Montfort no cambia las oraciones del Padre Nuestro o del Ave María dentro del rosario, sino que [intercala] peticiones o meditaciones adicionales mientras se reza el rosario. Por ejemplo, en el primer método, Montfort proporciona oraciones adicionales específicas al comienzo de cada decena: pide desprendimiento de los objetos materiales, de la siguiente manera:
"Te ofrecemos, oh Niño Jesús, esta tercera decena en honor de tu Santísima Natividad, y te pedimos por este misterio y por la intercesión de tu Santísima Madre, el desprendimiento de las cosas de este mundo, el amor a la pobreza y el amor a los pobres".
Además, añade una oración específica después de cada decena. Las siguientes oraciones son para los misterios gozosos:
- Gracia del misterio de la Encarnación, desciende a mi alma y hazla verdaderamente humilde.

- Gracia del misterio de la Visitación, desciende a mi alma y hazla verdaderamente caritativa.

- Gracia del misterio de la Natividad, desciende a mi alma y hazme verdaderamente pobre de espíritu.

- Gracia del misterio de la Purificación, baja a mi alma y hazla verdaderamente sabia y verdaderamente pura.

- Gracia del misterio del Hallazgo del Niño Jesús en el Templo, desciende a mi alma y conviérteme de verdad.

Se ofrecen peticiones similares, pero distintas, para los misterios dolorosos y gloriosos.

## Los Cinco Métodos
El  El Secreto del Rosario de Luis Montfort tiene el primer y el segundo método. 
- El primer método está descrito anteriormente.[3]
- En el segundo método se añaden una o dos palabras a cada Avemaría de la decena.[4]
- El tercer método combinaba elementos del primero y del segundo, y fue hecho para el uso de las Hijas de la Sabiduría.[5]
- El cuarto método incorpora una pequeña reflexión para cada cuenta, normalmente asociada al misterio de la década.[6]
- El quinto método centra sus reflexiones en el rosario en sí: su poder, su historia y sus oraciones; de qué manera debe rezarse (despacio y con calma, etc.); y las objeciones hacia el rezo del rosario de las que hay que cuidarse, como "Uno puede salvarse sin rezar el rosario".[7]